# 英国海外航空783便墜落事故
英国海外航空783便墜落事故（えいこくかいがいこうくう783びんついらくじこ）は、歴史上初めて発生した民間ジェット定期便の全損死亡事故（航空事故）である。

## 事故の概要

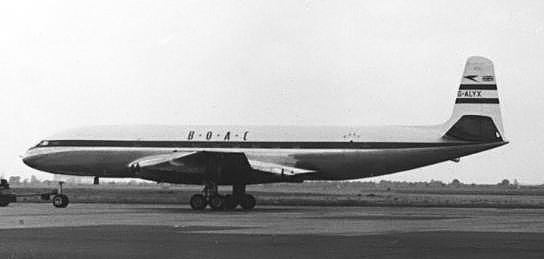
英国海外航空のコメットMk.I

1953年5月2日、英国海外航空（BOAC）783便は、シンガポールよりロンドンへ向かうフライトプランの下、コメットMk.I（イギリス・デハビランド製ジェット4発旅客機、機体記号G-ALYV）によって運航されていた。経由地であるインドカルカッタのダムダム空港をデリーへ向けて現地時間4時29分に離陸した。
離陸後、高度7,000フィート（2,133 m）付近を上昇中に強い雷雲に突入して機体が空中分解し炎上、カルカッタ北西約38 kmの西ベンガル地方ジャガロゴリ近郊へ墜落した。この事故で乗員6名乗客37名の合計43名全員が犠牲となった。この事故が商業路線に就航中のジェット旅客機としては世界初の航空事故となった。

## 事故原因
インド政府事故調査によれば、上昇中であった事故機が雷雲の中で下向き突風であるダウン・ドラフトに遭遇したものと推測された。この際の高度を維持しようとしたパイロット修正操作が過大であったため、機体エレベータ付根の支柱と主翼に設計限度を超える大きな荷重が加わったとされた。まず、水平尾翼（後縁がエレベータ）と主翼エンジン外側部分が脱落した。さらに、主翼の部品が垂直尾翼を直撃し破損させた上に主翼からは激しく出火して空中分解したとされた。
このようにパイロットの修正操作が過大となった原因として、コメット操縦系統が、操舵入力を油圧によって増大させる油圧式であったにもかかわらず、パイロットが従来の人力操舵によるレシプロ機と同様な操作をしたことが指摘された。結論として事故原因としては、悪天候が事故の主要な原因とされ、必要以上の操舵で機体を破壊したパイロットミスを誘発したとされた。

## 各論
一方で上記のような事故原因に対し、事故調査研究者の中には、事故機の燃料タンクに落雷があり、タンク内の気化した燃料に高圧電流が流れたため空中爆発したという説を唱えた者もいた。また、事故機となったコメットは後に与圧胴体に対する設計において、未知の欠陥があったため、巡航中に空中分解する事故があった。そのため、欠陥によって墜落した可能性も否定出来ないとされているが、いずれも確証を得ることが出来ず、この際機体にあった構造欠陥までは判明することはなかった。